# Mind Games (Lied)
Mind Games (englisch ‚Gedankenmanipulationen‘, ‚Psychospiele‘) ist ein Lied von John Lennon aus dem Jahr 1973, das von ihm geschrieben und produziert wurde. Es erschien am 29. Oktober 1973 als Singleauskopplung des Albums Mind Games.

## Hintergrund

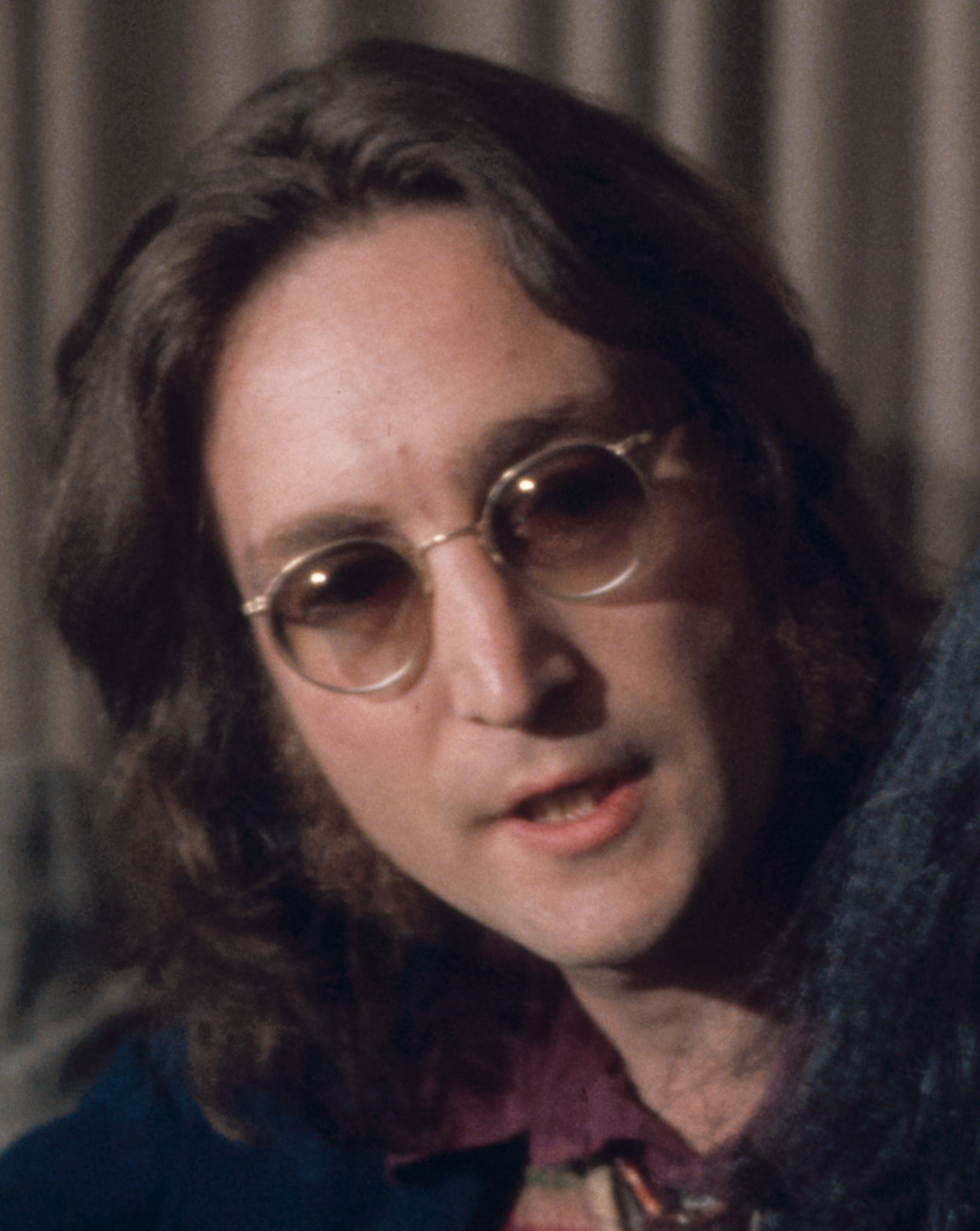
John Lennon (1973)

John Lennon sagte 1980 über das Lied: „Ursprünglich hieß es 'Make Love Not War', aber das war so ein Klischee, dass man es nicht mehr sagen konnte, also schrieb ich es obskur, aber es ist alles die gleiche Sache.“
Die erste bekannte Aufnahme des Songs wurde am 11. Februar 1970 gemacht, dem Tag, an dem die Plastic Ono Band in der BBC-Fernsehshow Top Of The Pops auftrat, um Instant Karma! zu spielen. Yoko Onos Ex-Ehemann Tony Cox dokumentierte die Ereignisse an diesem und den folgenden drei Tagen mit einer Kamera und nahm eine Version von Make Love Not War mit Gitarrenbegleitung von Lennon auf.
John Lennon nahm Ende 1970 in seinem Haus im Tittenhurst Park, Ascot, ein Klavierdemo des Liedes auf, es wurde 1998 auf dem Boxset John Lennon Anthology veröffentlicht. Das Demo war ursprünglich ein Antikriegs-Song und hatte die Strophen: "Make love not war/I know you've heard it before" und "Love is the answer/And you know that it's true". Während der gleichen Session arbeitete Lennon noch an I Promise, das auf einem Klavier als Demo aufgenommen wurde. Die kurze Aufnahme, die sich ebenfalls auf John Lennon Anthology befindet, enthielt auch die Zeilen "Love is the answer/And you know that for sure".
Am 10. September 1971 drehten Lennon und Ono im St. Regis Hotel in New York einen Film mit dem Titel Clock. Eines der Lieder, die John Lennon im Hintergrund sang, war Make Love Not War.
1973 fügte Lennon alle Songfragmente zum Lied Mind Games zusammen. Bevor er ins Studio ging, um das Album aufzunehmen, verbrachte er zwei Wochen in der Vorproduktion komponierte neue Lieder und stellte ältere fertig. John Lennon komponierte einen neuen Text, der auf einem Buch von Robert Masters und Jean Houston, das auch Mind Games hieß, basiert, obwohl das Fadeout noch die Zeilen "I want you to make love, not war/I know you've heard it before" enthält.

## Aufnahme
Die Aufnahmesessions für Mind Games fanden im Wesentlichen am 4. August 1973 in dem Studio Record Plant-East, in New York, USA statt, wobei John Lennon als Produzent fungierte. Es wurden sieben Takes eingespielt, wobei der zweite zum Master wurde. Die Abmischung erfolgte am 23. August. Roy Cicala und Dan Barbiero sowie Richie Apuzzo waren die Toningenieure der Aufnahme. Die Session-Musiker des Yoko Ono-Albums Feeling the Space wurden auch für die Aufnahmen des John-Lennon-Albums Mind Games engagiert.
Besetzung:
- John Lennon: Gesang, E-Gitarre, Mellotron, Clavinet, Tamburin, Maracas
- David Spinozza: E-Gitarre
- Kenneth Ascher: Orgel, Klavier
- Gordon Edwards: E-Bass
- Jim Keltner: Schlagzeug

John Lennon sagte 1980 über die Aufnahme: „Das scheinbare Orchester darauf ist nur ich, der drei Töne auf einer Slide-Gitarre spielt. Und die mittlere Teil ist Reggae. Es war ziemlich schwierig, amerikanischen Musikern zu erklären, was Reggae 1973 war, aber es ist im Grunde eine Reggae-Mittelteil, wenn man es sich anhört.“

## Veröffentlichung

### Singleveröffentlichungen
- Als Single wurde am 16. November 1973 in Großbritannien und Deutschland[1] und am 29. Oktober 1973 in den USA[2] Mind Games / Meat City aus dem Album Mind Games ausgekoppelt.
- Die Promotionsingle wurde in den USA wie folgt veröffentlicht: auf der A-Seite befindet sich die Monoversion und auf der B-Seite die Stereoversion der A-Seite der Kaufsingle[3].
- Am 20. April 2024 erschien anlässlich des Record Store Day die 12"-Vinyl-EP Mind Games im schwarzen[4] und im Glow In The Dark-Vinyl.[5]

### Albumveröffentlichungen
- Am 29. Oktober 1973 erschien das Album Mind Games auf dem sich Mind Games befindet.
- Mind Games befindet sich auf folgenden John Lennon-Kompilationsalben: Shaved Fish, The John Lennon Collection, Lennon, Lennon Legend: The Very Best of John Lennon, Instant Karma: All-Time Greatest Hits, Working Class Hero: The Definitive Lennon, Gimme Some Truth, John Lennon Collector’s Edition, Power to the People: The Hits, Signature Box.
- Auf der John Lennon Anthology erschien am 2. November 1998 zwei Homedemos von Mind Games unter den Titeln Mind Games (I Promise)  und Mind Games (Make Love, Not War) .
- Im Oktober 2002 wurde das Album Mind Games in einer remasterten und in einer neu abgemischten Version wiederveröffentlicht. Die Neuabmischung erfolgte im Jahr 2002 in den Abbey Road Studios unter der Aufsicht von Yoko Ono. Der Remix-Ingenieur war Peter Cobbin.
- Am 9. Oktober 2020 erschien das Kompilationsalbum GIMME SOME TRUTH., das neuabgemischte Lieder beinhaltet, so auch Mind Games.
- Am 12. Juli 2024 erschien die bisher inhaltlich umfangreichste Wiederveröffentlichung der Mind Games-Aufnahmen. Die Lieder des Albums wurden von Paul Hicks in den The Hix Factory Studios neu abgemischt. Darüber hinaus wurde auch eine 5.1-Abmischung hergestellt. Die Dolby-Atmos-Abmischung erfolgte von Sam Gannon in den REVLB und den Abbey Road Studios. Das Box-Set enthält neben der neu abgemischten Version von Mind Games noch folgende Abmischungen: THE ELEMENTAL MIX, THE ELEMENTS MIX, THE EVOLUTION DOCUMENTARY, THE RAW STUDIO MIX sowie TAKE 7.[6]

## Musikvideo
- 1991 ließ Yoko Ono ein Musikvideo zu dem Song herstellen, Regisseur war Gerard Meola. Das Video enthält Ausschnitte aus Lennon/Ono-Film Apotheosis sowie Ausschnitte aus dem Promotionfilm zu Whatever Gets You thru the Night und aus dem Film Imagine.[7]
- 2020 entstand ein neues Musikvideo, das lediglich auf den Aufnahmen zum Promotionfilm zu Whatever Gets You thru the Night basiert.[8]
- Am 15. Mai 2024 erschien ein Video zu Mind Games (The Evolution Documentary), das unter anderen Aufnahmen von John Lennon am Klavier im Februar 1970 zeigt.[9]

## Chartplatzierungen
Mind Games war das einzige international ausgekoppelte Lied aus dem gleichnamigen Album Mind Games. Die Single erreichte in Großbritannien Platz 26, in den Vereinigten Staaten Platz 18 und in Deutschland Platz 37 der Charts.
| ChartsChartplatzierungen       | Höchstplatzierung | Wochen |
| ------------------------------ | ----------------- | ------ |
| Deutschland (GfK)              | 37 (3 Wo.)        | 3      |
| Vereinigte Staaten (Billboard) | 18 (13 Wo.)       | 13     |
| Vereinigtes Königreich (OCC)   | 26 (9 Wo.)        | 9      |

## Coverversionen
Es gibt mehr als 25 Coverversionen von Mind Games.